# فران (برزاوند)
فران (بالفارسية: فران) هي قرية تقع في إيران في قسم برزاوند الريفي. يقدر عدد سكانها بـ 73 نسمة بحسب إحصاء 2016.